# Виктимология
Виктимоло́гия (лат. victima «жертва» + др.-греч. λόγος «учение») — изучение жертв преступлений. 
Междисциплинарная область исследований (на стыке криминологии, психологии, социологии, педагогики, этнографии), раздел криминологии. Исследует виктимизацию, то есть процесс становления жертвой преступления, виктимность (предрасположенность стать объектом преступного посягательства), а также меры сокращения и предупреждения потенциальных жертв преступлений. Постсоветская и, в частности, российская виктимология занимается преимущественно потерпевшими от преступлений как носителями индивидуальной или групповой способности стать жертвами преступного деяния. Западная виктимология изучает в том числе отношения между жертвами и преступниками, взаимодействие жертв и системы уголовного судопроизводства — а именно полиции, судов и сотрудников исправительных учреждений — и связь жертв с другими социальными группами и институтами, такими как СМИ, бизнес и социальные движения.

## Предрасположенность к становлению жертвой преступления
Предрасположенность к тому, чтобы оказаться жертвой преступления, в российской научной традиции иногда называют виктимностью, хотя у этого термина есть и другие значения. И. Малкина-Пых считает, что именно виктимность является основным элементом предмета изучения в виктимологии. В западной виктимологии тема предрасположенности к становлению жертвой (victim proneness) является остро дискуссионной. Сам этот термин и близкий термин «неосмотрительность жертвы» (victim precipitation) неоднократно подвергались критике как способ приписывания жертве вины за преступление, то есть обвинения жертвы. Многие авторы отмечают методологические дефекты при применении этих понятий — в частности, произвольную интерпретацию фактов и ошибку логического круга.
Согласно теории окружающей среды (environmental theory), преступника и жертву объединяют место и условия совершения преступления. Например, исследования, проведённые в 2010 году в США, показали, что уровень насильственных преступлений и виктимизации ниже в тех городских районах, где высажено больше высоких деревьев. По мнению одного из исследователей, деревья могут улучшать качество жизни благодаря снижению уровня преступности, так как дают понять потенциальному преступнику, что район ухожен, а значит, для преступника выше риск быть пойманным.
Иногда предрасположенность к становлению жертвой описывается с вероятностной точки зрения. Так, исследования показывают, что жертвами повторных преступлений чаще всего являются мужчины в возрасте 24-34 лет. В случае несовершеннолетних преступников, по данным исследований, жертвами серьёзных правонарушений чаще оказываются знакомые люди; наиболее частые преступления, совершаемые подростками в отношении людей, которых они знают, — это половые преступления, нападения и убийства. Подростки, виктимизирующие незнакомых людей, чаще всего осуществляют незаконное ограничение свободы, нападения, ограбления и вооружённые ограбления.

## История дисциплины
Наука виктимология возникла сначала как раздел криминологии, позже как самостоятельная дисциплина.
В первой половине XX века представители интеракционизма, исследуя факторы преступности, впервые начали писать о роли жертвы в процессе криминализации личности. Одним из таких авторов был Э. Сатерленд, посвятивший жертвам преступлений третью главу своего учебника «Криминология» (1924 г.). В 1941 году немецкий криминолог Ганс фон Гентиг опубликовал в США статью «Замечания по поводу интеракции между преступником и жертвой», а через семь лет — монографию «Преступник и его жертва. Исследование по социобиологии преступности». Виктимологическим проблемам в его книге была посвящена лишь последняя часть, которая называлась «Жертва» (в первой части исследовались вопросы строения тела как фактора преступности, во второй рассматривались социобиологические элементы преступления, в третьей — проблемы географии преступности). Постепенно число последователей Г. Гентига стало увеличиваться. Его виктимологические идеи привлекли внимание ряда учёных. Например, активно поддержал рождение нового научного направления Б. Мендельсон. Основателем советской виктимологической школы считается Лев Вульфович Франк (1920—1978).
Если советская и постсоветская виктимологические школы продолжают опираться на раннюю позитивистскую виктимологию, то западная виктимология претерпела существенные изменения в 1970-е, когда с критикой позитивистского подхода выступили феминистские авторы, а также правозащитные организации, в частности, движение за права пострадавших от домашнего насилия. В современной западной виктимологии, наряду с подходом, основанным на обвинении жертвы, существует подход, ориентированный на защиту жертвы. Этот подход подразумевает, в частности, анализ и деконструкцию мифов о насилии (в первую очередь, об изнасиловании — например, представление о неконтролируемом порыве страсти как основной мотивации насильника) и опирается на некоторые эмпирические исследования, свидетельствующие об возможном отсутствии различий между жертвами и не-жертвами. В психологии, тем не менее, выделяют определенные черты виктимной личности, которые становятся для нее опасными при определенных условиях: доверчивость, легкомыслие, неумение отстаивать свои права, подчиняемость, нежелание брать на себя ответственность, недифференцированная общительность, покорность, внушаемость и др.
В судебной психиатрии изучается роль психопатологических факторов формирования виктимного поведения и профилактика на их основе общественно опасных действий.
Виктимологию преподавали в Миланском католическом университете (курс вела Бальдри, Анна Костанца).